# Hamida al-Attas
A'alia Ghanem, conhecida como Hamida al-Attas (Síria, 1934), é uma cidadã síria. É a mãe de Osama bin Laden. Ela veio de uma família sunita siria, embora existam rumores que sua família era alauíta. Casou-se com Muhammed bin Laden, de quem era a décima esposa, em Latakia, em 1956, e se mudou para Arabia Saudita.